# 胖嫂回娘家
《胖嫂回娘家》是一部中国上海美术电影制片厂制作的木偶动画，根据中国民间故事改编。

## 剧情简介
有一位粗心的胖嫂，一天她收到一封信，她看到信的开头写着“妈妈得了重病……”，就手忙脚乱地收拾东西，抱着孩子就出了门，也没有细看自己抱着的是不是孩子。路上，胖嫂路过瓜田时，不小心摔了一跤，抱着的“孩子”也从她手中摔了出去，胖嫂随手摸到了“孩子”抱起来就继续上路。到了妈妈家，发现妈妈没生病，再拿出信看，上面写得是“妈妈得了重病，现在好了……”。胖嫂的妈妈想看看胖嫂的孩子，胖嫂解开孩子的衣裳，却发现里面裹着的是一个大东瓜。胖嫂急忙打着灯笼去瓜田里找，没有找到孩子，只发现了自己家的枕头。胖嫂又赶回家，最终才发现孩子仍然好端端地睡在床上。